# Orkesterjournalen

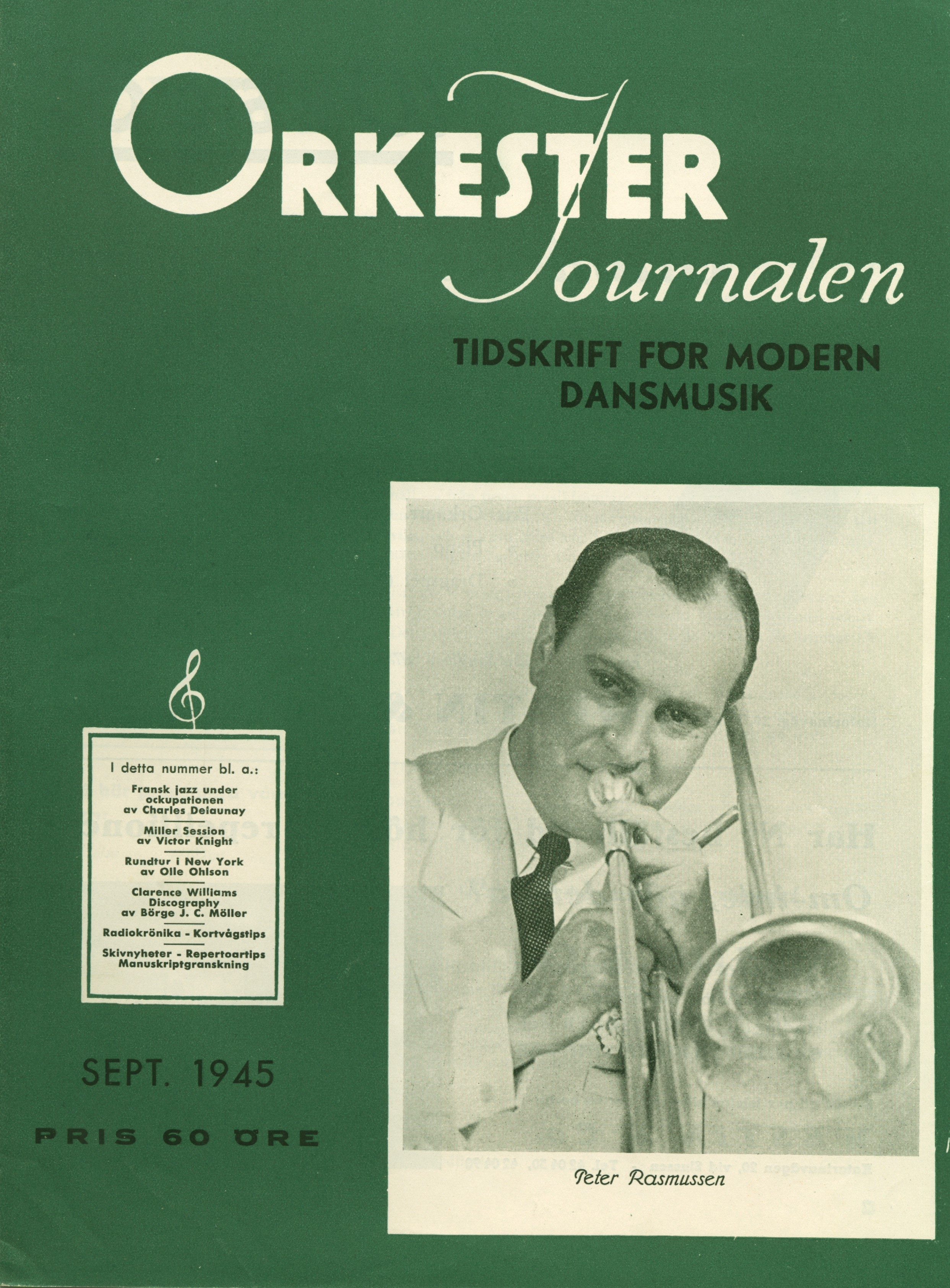
Orkesterjournalens septembernummer 1945, med den danske trombonisten Peter Rasmussen på omslaget

Orkesterjournalen är en svensk jazztidskrift, grundad i oktober 1933. Den är därmed världens äldsta ännu levande jazztidskrift. Tidskriften utkom till och med 2007 med tio nummer per år, och utkommer sedan 2008 med sex nummer per år. Orkesterjournalen kallades under ett antal år OJ (ibland med den sekundära tolkningen Om jazz), men det ursprungliga namnet används på nytt 2008. Namnet ändrades 2019 till Jazz. Men 2024 återgick man till det ursprungliga namnet Orkesterjournalen.

## Historia
Orkesterjournalen ägdes ursprungligen av Nordiska Musikförlaget och var initialt närmast ett informationsblad riktat till musikerkretsar. I och med novembernumret 1938 utökades dock såväl sidantal som sidstorlek till ordinarie tidskriftsformat, och även läsekretsen vidgades med tiden. 
Tidskriftens förste redaktör åren 1933–1938 var Nils Hellström (signaturen "Michelin"), vilken därefter gick vidare och grundade den konkurrerande tidskriften Estrad. Från december 1938 och till sin död den 9 september 1981 var Harry Nicolausson redaktör samt från 1961 även OJ:s ägare och ansvarige utgivare. Han efterträddes 1981–1983 av sin son Lennart Nicolausson. Därefter övergick tidningen till att bli en stiftelse med Lars Westin som redaktör. Vid årsskiftet 2005–2006 efterträddes Westin som redaktör av Lars Grip. Chefredaktör från och med årsskiftet 2014−15 är Magnus Nygren.

### Namn och undertitlar
Under åren har utformningen av omslaget ändras och undertiteln bytts:
- 1933 – "Aktuella nyheter för dansorkestrar"
- 1936 – Tidskrift för modern dansmusik"
- 1953 – "Tidskrift för jazzmusik"
- 1983 – OJ "Orkesterjournalen; om jazz"
- 1991 – Endast initialerna "OJ" med undertitel "Om jazz"
- 2008–2014 – "Världens äldsta jazztidskrift"
- 2019 – Byter namn till Jazz med undertiteln "Orkesterjournalen sedan 1933"[6]
- 2024 - Återtar man det ursprungliga namnet Orkesterjournalen.[7]

## Innehåll
Innehållet i OJ har genom åren i stor utsträckning utgjorts av recensioner av främst skivor och liveframträdanden med jazz, men också av längre intervjuer och reportage. I äldre tider höll sig tidskriften med korrespondenter i olika länder - naturligt nog inte minst i jazzens födelseland USA, men även i bland annat England och de nordiska grannländerna - vilka löpande underrättade den svenska läsekretsen om de senaste jazznyheterna från respektive land. Tidiga årgångar innehöll också rent praktiskt-tekniska tips för musiker rörande instrument, speltekniker och liknande.
Sedan 1954 delar OJ årligen ut en utmärkelse för det gångna årets bästa svenska jazzskiva, kallad Gyllene skivan.